# کنگره خودروی سبز
کنگره خودرو سبز (به انگلیسی: Green Car Congress) به اختصار GCC یک وب‌سایت خبری است که به تدارک و ارائه تازه‌ترین اخبار و اطلاعات مربوط به انرژی‌های انتخاب شده، فناوری‌ها، محصولات، موضوعات و خط مشی‌های مرتبط به پویایی پایدار اختصاص داده شده‌است و دسترسی به محتوای آن رایگان است.

## برگزاری کنگره خودرو سبز
به‌طور روزانه هر نوع توسعه و پیشرفت مربوط در سرتاسر جهان در رابطه با وسایل نقلیه جایگزین و قطارهای برقی، سوخت‌های جایگزین و پاک، منابع دیگر انرژی پاک، فناوری‌های مربوط به محدود کردن انتشار گازهای گلخانه‌ای که گرمای جهانی را افزایش داده و به تغییر آب و هوا منجر می‌شود، و خط مشی‌های مربوط و موضوعات مربوط به پایداری را به‌طور کلی گزارش می‌کند. هدف سرمقاله کنگره خودرو سبز «حمایت ازعبور ما از وابستگی اولیه به سوخت‌های فسیلی به خود اتکایی در جهت انرژی‌های جایگزین پاک، سالم و پایدار» است.
کنگره خودرو سبز، افرادی از همه بخش‌های بازار انرژی و ترابری را که شامل صنعت، حکومت، دانشگاهی و عمومی است را مورد هدف قرار می‌دهد و به خوانندگان اجازه داده می‌شود تا در مورد موضوعاتی که ارائه می‌دهد، نظر دهند.
کنگره خودرو سبز به عنوان یک منبع خارجی در رابطه با اخبار و موضوعات مربوط به پویایی پایدار توسط روزنامه‌ها، مراکز دانشگاهی و چندین سایت گروهی محیطی مانند نیویورک تایمز، مرکز فناوری پایدار ایلینوسیس در دانشگاه ایلینوسیس در منطقه اربانا، مؤسسه سلطنتی فناوری ملبورن، بخش ترابری اُرگون، آزمایشگاه ملی اُک ریج، انجمن ترابری رانندگی الکتریکی، تری هاگر، بیوانرژی (انرژی حیاتی) ویکی، گریندیا و ساینس بلیپس، توصیه می‌شود و به آن‌ها می‌پیوندد.